# Craugastor cuaquero
Craugastor cuaquero is een kikker uit de familie Craugastoridae. De soort werd voor het eerst wetenschappelijk beschreven door Jay Mathers Savage in 1980. Oorspronkelijk werd de wetenschappelijke naam Eleutherodactylus cuaquero gebruikt.
De soort is endemisch in Costa Rica.